# Anica Nazor
Anica Nazor, hrvaška filologinja, pedagoginja in akademik, * 1935, Drvar.
Nazor je bila predavateljica na Filozofski fakulteti v Zadru; je članica Hrvaške akademije znanosti in umetnosti.